# Maciej Glamowski
Maciej Jan Glamowski (ur. 11 sierpnia 1970 w Gdańsku) – polski ekonomista, menedżer i samorządowiec, doktor nauk ekonomicznych. Prezydent Grudziądza od 2018.

## Życiorys
Absolwent Wydziału Zarządzania Uniwersytetu Gdańskiego. Odbył studium podyplomowe z doradztwa podatkowego prowadzone przez Instytut Badań nad Gospodarką Rynkową. W 2003 na UG uzyskał stopień doktora nauk ekonomicznych w dyscyplinie nauk o zarządzaniu na podstawie rozprawy pt. Wpływ makrootoczenia na dystrybucję środków farmaceutycznych w Polsce. Od 1994 zatrudniony jako nauczyciel akademicki na macierzystej uczelni, od 2003 jako adiunkt w Katedrze Marketingu. Wykładał także w innych uczelniach na terenie Trójmiasta. Był współzałożycielem i prezesem zarządu spółki z o.o. Konsultant, w 2004 został prezesem zarządu współtworzonej przez siebie spółki z o.o. Amicmed. W 2010 powołany w skład zarządu Międzynarodowych Targów Gdańskich.
Był członkiem Platformy Obywatelskiej. W latach 2010–2018 sprawował mandat radnego Grudziądza. W połowie drugiej kadencji odszedł z klubu radnych PO w związku ze sporem dotyczącym lokalnego szpitala. Został następnie liderem stowarzyszenia Obywatelski Grudziądz.
W 2018 wystartował w wyborach na prezydenta miasta z ramienia własnego komitetu Sojusz Obywatelski Grudziądz, uzyskując także poparcie ze strony współtworzonej przez PO Koalicji Obywatelskiej i niekandydującego na kolejną kadencję prezydenta Roberta Malinowskiego, jak również PSL i SLD. Maciej Glamowski zwyciężył w drugiej turze głosowania, otrzymując w niej 60,2% głosów i pokonując popieranego przez PiS Andrzeja Guzowskiego. W 2024 uzyskał reelekcję w pierwszej turze z wynikiem 68,2% głosów.
W lipcu 2025 za przekroczenie dopuszczalnej prędkości w obszarze zabudowanym o 52 km/h został pozbawiony prawa jazdy na 3 miesiące.
Był żonaty z Beatą Glamowską, siostrą Magdaleny Adamowicz, która była żoną prezydenta Gdańska Pawła Adamowicza.